# Woody Woodpecker in Crazy Castle 5
Woody Woodpecker in Crazy Castle, también conocido en Japón como Woody Woodpecker: Crazy Castle 5 (ウッディー・ウッドペッカー クレイジーキャッスル5 Uddī Uddopekkā Kureijī Kyassuru 5?, "La Locura del Castillo del Pajaro Loco 5"), es un videojuego para Game Boy Advance. Es el quinto y, hasta ahora, último videojuego de la serie Crazy Castle, y fue desarrollado por Tantalus Interactive y publicado por Kemco, apareciendo en Japón en diciembre de 2002, y luego en el Europa y América. Este videojuego se basó en la serie de animación El Pájaro Loco (en el original en inglés como Woody Woodpecker) por el animador Walter Lantz es producido por Walter Lantz Productions y Universal Studios.
- Datos: Q16648235